# ماریو پانونتسیو
ماریو پانونتسیو (ایتالیایی: Mario Pannunzio؛ ۳ اوت ۱۹۴۳ – ۱۰ فوریه ۱۹۶۸) یک روزنامه‌نگار، سیاستمدار، و فیلم‌نامه‌نویس اهل ایتالیا بود.
او به عنوان یک سیاستمدار یکی از بنیانگذاران احیای حزب لیبرال ایتالیا در دهه ۱۹۴۰ و سپس حزب رادیکال در سال ۱۹۵۵ بود.
از فیلم‌ها یا مجموعه‌های تلویزیونی که وی در آن‌ها نقش داشته‌است می‌توان به اروپا ۵۱، داستان عشق و فروشگاه بزرگ اشاره نمود.

## زندگی‌نامه
ماریو در لوکا، شهری آباد توسکانی در فاصله کوتاهی در شمال پیزا به دنیا آمد. او دومین پسر گوگلیلمو پانونزیو، وکیلی با اصلیت آبروزو و با تمایلات کمونیستی بود. مادر ماریو، اما برناردینی، از یک خانواده سنتی کاتولیک از طبقه اشراف کوچک بود. وقتی ماریو ۱۰ ساله بود، پدرش با فاشیست‌های محلی برخورد کرد و خانواده مجبور به نقل مکان شدند و در نهایت به رم رفتند، ماریو تحصیلات خود را در مدرسه معتبر دبیرستان کلاسیک مامانی به پایان رساند. پس از آن، با احترام به خواسته‌های پدرش، در دانشگاه رم ثبت نام کرد و در ۶ ژوئیه ۱۹۳۱ در رشته فقه فارغ‌التحصیل شد.